# Пинсон, Висенте Яньес
Висе́нте Я́ньес Пинсо́н (исп. Vicente Yáñez Pinzón, около 1460 года, Палос-де-ла-Фронтера, Испания — после 1523 года) — испанский мореплаватель, исследователь и конкистадор, первооткрыватель территорий, принадлежащих современной Бразилии. Вместе со своими братьями — Мартином Алонсо Пинсоном, который был капитаном «Пинты», и Франциско Пинсоном — он плавал с Христофором Колумбом во время первого путешествия в Новый Свет в 1492 году как капитан на корабле «Нинья».
В 1499 году отправился в плавание к берегам Южной Америки; его корабль попал в бурю и 26 января 1500 года оказался у берегов современного бразильского штата Пернамбуку. Висенте Яньес Пинсон (по некоторым сведениям Пинсон — двоюродный брат Диего де Лепе) прибыл к берегам Южной Америки на остров Маражо (порт. Marajó) в январе 1500 года. Пинсон первым из европейцев обследовал устье Амазонки, однако не все открытые им земли могли быть присоединены к Испании по условиям Тордесильясского договора.
Путешествие и прибытие Пинсона и Диего де Лепе в Бразилию не описывается в большинстве работ по официальной истории Бразилии, так как по Тордесильясскому договору 1494 года восточное побережье тогда ещё неизвестной Бразилии уже были отнесены к Португалии.
В 1505 году Пинсон был назначен губернатором города Пуэрто-Рико (нынешний Сан-Хуан), что стало первым шагом в процессе испанской колонизации острова. В 1508 году участвовал в плавании Хуана Диаса де Солиса в Южную Америку. После 1523 года надёжные сведения о его жизни отсутствуют; иногда в качестве даты его смерти называется 1514 год. В честь братьев Пинсонов назван один из островов Галапагосского архипелага — остров Пинсон.